# Amira Bouraoui
Pour les articles homonymes, voir Bouraoui.
Amira Bouraoui, (en arabe : أميرة بوراوي), née entre 1976 et 1977 à Annaba, est une ancienne gynécologue, devenue journaliste et militante politique franco-algérienne.
En 2014, elle anime en Algérie le mouvement Barakat (« Ça suffit !» ) d'opposition à un quatrième mandat du président Abdelaziz Bouteflika. Elle est ensuite une figure du mouvement Hirak, et est brièvement emprisonnée en 2020, avant de faire l'objet d'une libération provisoire. À partir de septembre 2022, elle anime sur Radio M l'émission hebdomadaire Café presse politique (CPP). En 2023, sous le coup d'une condamnation en Algérie, elle fuit le pays en se rendant illégalement en Tunisie, puis, avec l'aide des autorités françaises et des organisations Amnesty International et Human Rights Watch, en France.

## Biographie
Elle est la fille d’un haut gradé de l’armée algérienne, un colonel (également médecin cardiologue). Quant à elle, elle devient une gynécologue, travaillant pour l'hôpital public.
Ayant été mariée un temps à un franco-algérien , elle obtient ainsi la nationalité française en 2008.
En 2011, elle participe aux manifestations réclamant le changement de système, et se fait arrêter à plusieurs reprises. Elle se fait encore davantage connaître en 2014, en étant une des principales animatrices du mouvement Barakat (« ça suffit ! »), qui mobilise l'opinion algérienne contre un quatrième mandat du président Abdelaziz Bouteflika. « Nous sommes des citoyens, que certains pensaient morts ; nous n’étions qu’en convalescence d’une période douloureuse » affirme-t-elle, et de préciser :« Nous réapprenons à marcher, nous apprendrons à courir pour le bien de notre pays, le respect des lois et de la République. L’Algérie n’est ni une monarchie ni une dictature. Ce n’est pas pour ce résultat que tant d’Algériens ont donné leur vie ».
Elle dit connaître tous les commissariats d'Alger, à la suite des différentes interpellations dont elle a fait l'objet. Pour le quotidien algérien Liberté, elle personnifie l’engagement pour les libertés et contre Bouteflika. Participant à nouveau au mouvement Hirak en 2019 et 2020, elle est arrêtée en juin 2020 par le nouveau pouvoir algérien et placée en garde à vue. Elle est condamnée pour « offense à l’islam », « offense » au président de la République Abdelmadjid Tebboune et « incitation à violer le confinement » en « exposant directement la vie d’autrui ou son intégrité physique à un danger » pendant la crise sanitaire. Elle est également accusée de « publication [sur les réseaux sociaux] pouvant porter atteinte à l’unité nationale » et d’« informations ou nouvelles, fausses ou calomnieuses, susceptibles de porter atteinte à la sécurité ou à l’ordre public »,,. Sa condamnation à un an de prison ferme et son emprisonnement suscitent une vive émotion. Elle est incarcérée dans la prison de Koléa. Elle est finalement mise en liberté provisoire dans l’attente d’un nouveau jugement, prévu le 24 septembre 2020. Le 8 novembre 2020, elle est condamnée à trois ans de prison pour « offense au prophète ». En appel, elle est condamnée le 4 mai 2021 à deux ans de prison pour « outrage à un fonctionnaire dans l’exercice de ses fonctions », « atteinte à la personne du président de la République », et « diffusion d’informations susceptibles d’attenter à l’ordre public », puis, le même jour, elle est condamnée à deux ans de prison pour « atteinte aux préceptes de l’islam et au prophète ». Non accompagnée d'un mandat de dépôt, cette condamnation établit que la peine doit être purgée à partir de mai 2023.
Depuis septembre 2022, elle anime une émission politique hebdomadaire, « Le Café presse politique » (ou CPP), diffusée sur un média privé, Radio M.
Sous le coup d'une interdiction de sortie du territoire national (ISTN), elle se réfugie début février 2023 en Tunisie. Munie de son passeport français, elle est interpellée pour entrée illégale sur le territoire tunisien, alors qu'elle tente de prendre un vol pour la France. Elle est placée en garde à vue par la police de l’air et des frontières tunisienne, puis libérée sous conditions par une magistrate tunisienne qui fixe une audience pour le 23 février et arrêtée de nouveau par deux agents de la police judiciaire tunisienne qui la présentent à la direction générale des frontières et des étrangers en vue de l'extrader vers l'Algérie,. Bénéficiant de la nationalité française, elle obtient la protection du consulat général de France à Tunis, qui lui permet de rejoindre la France : elle arrive à Lyon dans la nuit du 6 au 7 février,. Alger dénonce une « exfiltration clandestine et illégale d’une ressortissante algérienne » et rappelle son ambassadeur en France. L'enquête menée par les gendarmes algériens n'a toutefois pas établi de rôle joué par la France. Le ministre de la Communication algérien, Mohamed Bouslimani, affirme qu'elle n'est pas journaliste. La presse algérienne se déchaîne, dénonçant une opération « barbouzarde », certains titres avançant que la Direction générale de la sécurité extérieure (DGSE) aurait pu jouer un rôle dans cette « exfiltration ».
Le 11 février au soir, sa mère, sa sœur l'influenceuse Wafa Bouraoui et un cousin sont arrêtés. La sœur d'Amira Bouraoui est relâchée dès le lendemain matin mais Khadidja Bouraoui, la mère, est transférée à Annaba où elle doit être présentée devant un procureur. Le cousin est aussi gardé en détention.
Le 24 février, elle est condamnée en Tunisie à trois mois de prison pour entrée illégale dans le pays.
En février 2023, l’Algérie, agissant en rétorsion à l’affaire Amira Bouraoui, décide de ne plus délivrer aucun laissez-passer consulaire à la France, documents qui sont indispensables à l’expulsion de « clandestins indésirables », ce qui provoque de vives tensions entre les deux pays.
En novembre 2023, le tribunal de Constantine la condamne par coutumace à une peine de dix ans de prison, pour « usurpation d'identité et sortie clandestine du territoire ». Cette peine est conforme à la réquisition du parquet,. Sa mère, son cousin et deux autres personnes ont été condamnées dans ce dossier pour complicité et « trafic illicite de migrants ».